# Sự sống trên Sao Hỏa

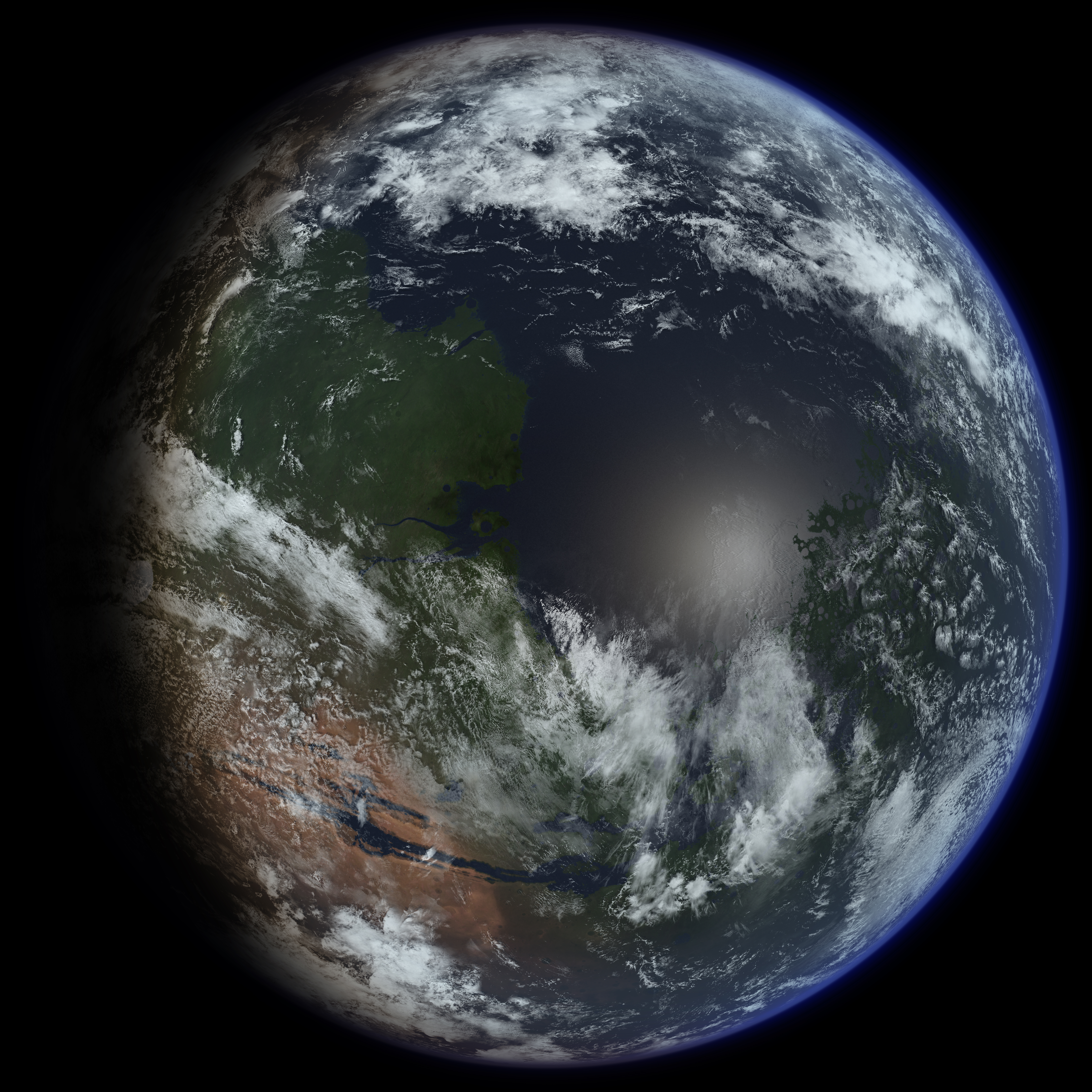
Một minh họa về Sao Hỏa đã được địa khai hóa với sinh quyển.

Khả năng của sự sống trên Sao Hỏa là một chủ đề được quan tâm đáng kể của sinh vật học vũ trụ do khoảng cách cận kề của hành tinh này và tính tương đồng với Trái Đất. Cho đến hiện tại không có bằng chứng nào được tìm thấy chứng tỏ sự tồn tại của cuộc sống trên sao Hỏa. Tuy nhiên, bằng chứng tích lũy cho thấy bề mặt môi trường của sao Hỏa thời cổ có nước và có thể có sự sống cho vi sinh vật. Sự tồn tại của điều kiện cho sự sống không nhất thiết đi kèm với sự có mặt của các cơ thể sống.
Các cuộc tìm kiếm khoa học cho bằng chứng của cuộc sống bắt đầu vào thế kỷ 19, và chúng còn tiếp tục cho đến ngày hôm nay thông qua điều tra bằng kính thiên văn và các phi vụ hạ cánh xuống bề mặt sao Hỏa. Các nghiên cứu khoa học hiện đại đã nhấn mạnh việc tìm kiếm nước, chữ ký sinh học trong đất đá ở bề mặt hành tinh, và các khí tạo sự sống trong khí quyển. Vào ngày 22 tháng 11 năm 2016, NASA đã báo cáo việc tìm thấy một lượng lớn tuyết ngầm dưới đất ở khu vực Utopia Planitia trên sao Hỏa. Khối lượng nước phát hiện đã được ước lượng tương đương với lượng nước trong Hồ Thượng.
Sao Hỏa đặc biệt được quan tâm với các nghiên cứu nguồn gốc của cuộc sống vì sự giống nhau của nó với Trái Đất lúc ban đầu. Điều này rất đặc biệt vì sao Hỏa có khí hậu lạnh và thiếu quá trình kiến tạo mảng hoặc trôi dạt lục địa, vì vậy nó đã hầu như không có thay đổi nào kể từ khi kết thúc giai đoạn Hesperian. Ít nhất hai phần ba bề mặt sao Hỏa đã có tuổi thọ 3,5 tỷ năm tuổi, và sao Hỏa có thể giữ kỷ lục tốt nhất về các điều kiện tiền sự sống dẫn tới nguồn gốc sự sống, ngay cả khi cuộc sống không hoặc chưa bao giờ tồn tại ở đó. Vào tháng 5 năm 2017, bằng chứng về cuộc sống sớm nhất được biết đến trên Trái Đất có thể đã được tìm thấy trong khoáng vật geyserit tuổi thọ 3.48 tỷ năm và các mỏ khoáng sản có liên quan khác (thường được tìm thấy xung quanh các suối nước nóng và mạch nước phun) được khám phá ở vùng Pilbar Craton của Tây Úc. Những phát hiện này có thể hữu ích trong việc quyết định nơi tốt nhất để tìm kiếm các dấu hiệu ban đầu của sự sống trên sao Hỏa.

## Khả năng tìm thấychữ ký sinh học

### Curiosity

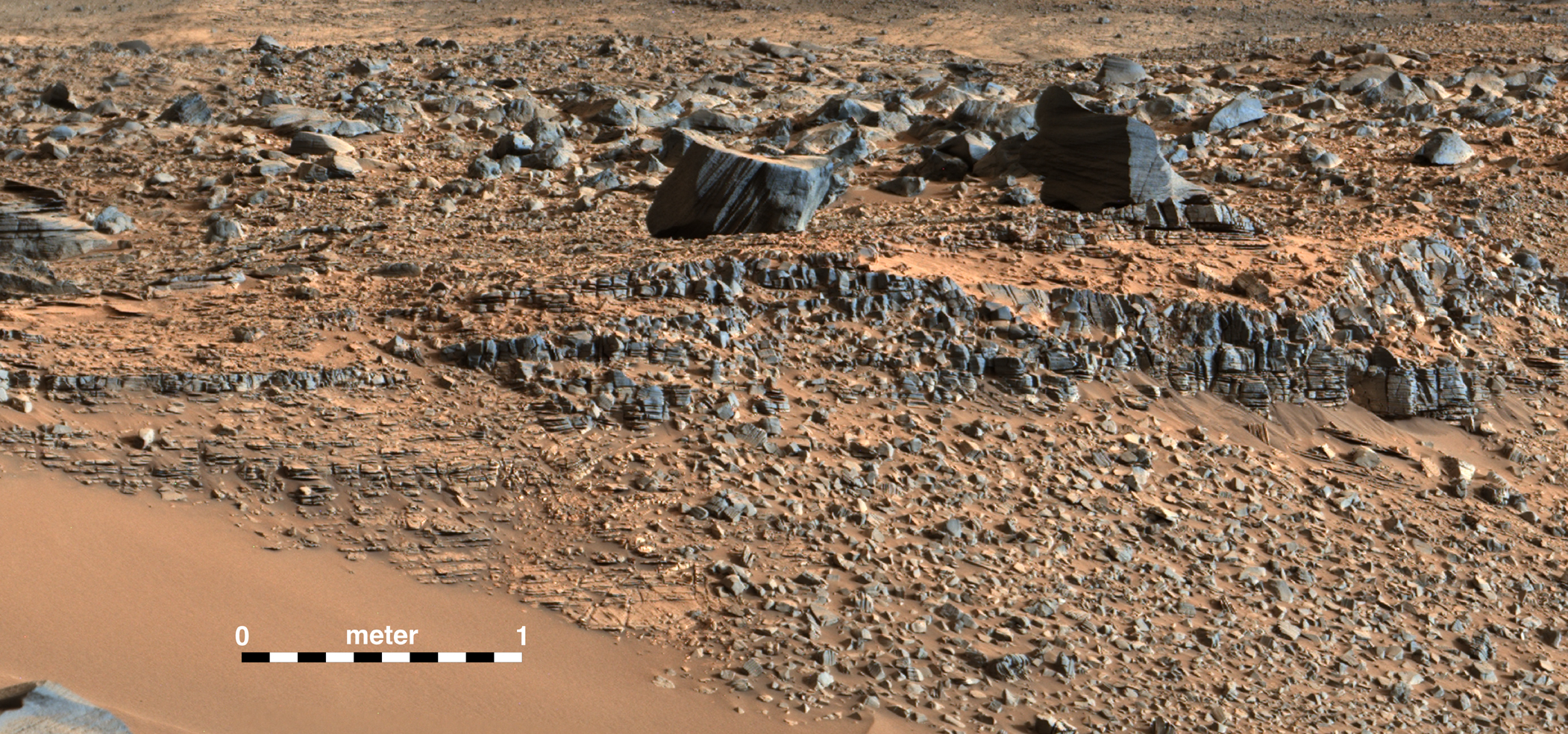
Pahrump Hills 2014

Vào ngày 24 tháng 1 năm 2014, NASA đã báo cáo rằng các xe tự hành Curiosity và Opportunity bắt đầu tìm kiếm bằng chứng về cuộc sống trong quá khứ, bao gồm sinh quyển dựa trên các vi sinh vật tự hoại, hóa học, hoặc hóa chất tự hoại sinh, cũng như nước còn lại từ giai đoạn ban đầu, bao gồm môi trường fluvio-lacustrine (đồng bằng liên quan đến sông hoặc hồ giai đoạn ban đầu) có thể sinh sống được. Việc tìm kiếm bằng chứng về khả năng của sự sống, taphonomy (liên quan đến hóa thạch) và carbon hữu cơ trên sao Hỏa đã trở thành mục tiêu hàng đầu của NASA.
Ngày 7/6/2018, NASA tuyên bố rằng Curiosity tìm thấy bằng chứng về vật chất hữu cơ, khí Mêtan có thể đã từng tồn tại trong lớp đá bùn khoảng 3,5 tỉ năm tuổi, khi lấy mẫu từ hai địa điểm khác nhau bên sườn dốc Pahrump thuộc miệng hố va chạm Gale, vùng Aeolis của sao Hỏa. Các mẫu phân tích phát hiện Thiophene, Benzen, Toluen, Prôpan và Buten. Các sản phẩm này thường là kết quả phân hủy của Kerogen, dạng tiền thân của dầu và khí thiên nhiên trên Trái Đất.